# Helmut Harbich
Helmut Harbich (* 14. Oktober 1932 in Schnobolin (Slavonin) im Kreis Olmütz) ist ein deutscher Jurist und Politiker (CDU).

## Leben
Nach dem Abitur 1953 studierte er Rechts- und Staatswissenschaften an den Universitäten Freiburg und Münster, legte 1957 das erste und 1962 das zweite juristische Staatsexamen ab und war anschließend 1962 bis 1964 Gerichtsassessor. Er arbeitete 1964 bis 1974 als Geschäftsführer und 1975 bis 1980 als Hauptgeschäftsführer der Kreishandwerkerschaft Mönchengladbach. Aufgrund seines Landtagsmandats befand er sich seit 1975 gemäß Landesrechtsstellungsgesetz im einstweiligen Ruhestand. Gleichzeitig setzte er seine Tätigkeit für die Kreishandwerkerschaft Mönchengladbach als Justitiar und freier wissenschaftlicher Mitarbeiter bis 1997 fort. 1980 gründete er das Jugendförderungswerk der Kreishandwerkerschaft mit und war bis 2002 geschäftsführendes Vorstandsmitglied.
Seit 1953 ist er Mitglied der katholischen Studentenverbindung KDStV Arminia Freiburg im Breisgau.

## Partei
Harbich trat 1968 der CDU bei, war von 1972 bis 1994 stellvertretender Kreisparteivorsitzender, von 1983 bis 1985 Mitglied im Landesvorstand Rheinland und von 1980 bis 2000 Vorstandsmitglied der Landesmittelstandsvereinigung. 

## Landtagsabgeordneter und weitere Mandate
Harbich war 1969 bis 1999 Ratsherr der Stadt Mönchengladbach. Er leitete den Personalausschuss des Rates und war im gleichen Zeitraum Mitglied des Verwaltungsrates der Stadtsparkasse. Von 1982 bis 1999 war er Aufsichtsratsvorsitzender der Gemeinnützigen Wohnungs- und Siedlungsgesellschaft (GWSG) der Stadt. Dem Landtag von Nordrhein-Westfalen gehörte er vom 28. Mai 1975 bis 1. Juni 2000 an. Sein Schwerpunkt war die Arbeit im Arbeits- und Sozialausschuss als stellvertretender Vorsitzender und Sprecher der CDU-Fraktion.

## Ehrungen
- 1984: Bundesverdienstkreuz am Bande
- 1993: Bundesverdienstkreuz 1. Klasse